# Біер (Меріленд)
Біер (англ. Bier) — переписна місцевість (CDP) в США, в окрузі Аллегені штату Меріленд. Населення — 186 осіб (2020).

## Географія
Біер розташований за координатами 39°33′29″ пн. ш. 78°52′6″ зх. д. / 39.55806° пн. ш. 78.86833° зх. д. (39.558000, -78.868310).  За даними Бюро перепису населення США в 2010 році переписна місцевість мала площу 3,78 км², з яких 3,77 км² — суходіл та 0,01 км² — водойми.

## Демографія
Згідно з переписом 2010 року, у переписній місцевості мешкали 173 особи в 75 домогосподарствах у складі 51 родини. Густота населення становила 46 осіб/км².  Було 88 помешкань (23/км²).
Расовий склад населення:
| - 98,8 % — білих - 0,6 % — корінних американців - 0,6 % — азіатів |

До двох чи більше рас належало 0,0 %. Частка іспаномовних становила 0,0 % від усіх жителів.
За віковим діапазоном населення розподілялося таким чином: 22,5 % — особи молодші 18 років, 50,9 % — особи у віці 18—64 років, 26,6 % — особи у віці 65 років та старші. Медіана віку мешканця становила 43,4 року. На 100 осіб жіночої статі у переписній місцевості припадало 90,1 чоловіків;  на 100 жінок у віці від 18 років та старших — 78,7 чоловіків також старших 18 років.
Цивільне працевлаштоване населення становило 55 осіб. Основні галузі зайнятості: науковці, спеціалісти, менеджери — 38,2 %, освіта, охорона здоров'я та соціальна допомога — 32,7 %, транспорт — 29,1 %.